# Bzów

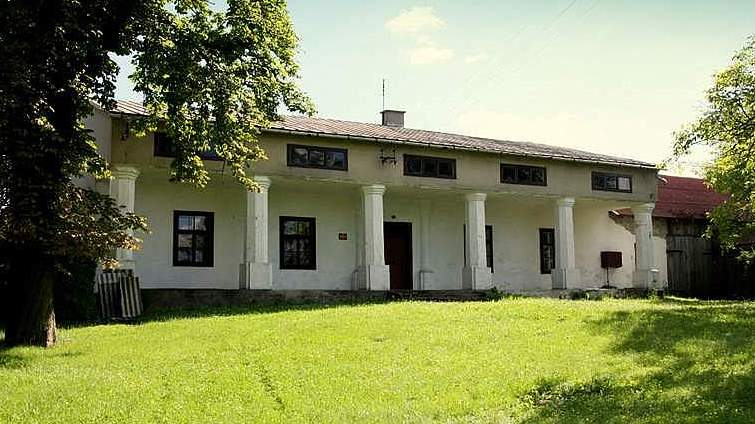
Mansión construida a finales del XVIII y principios del XIX

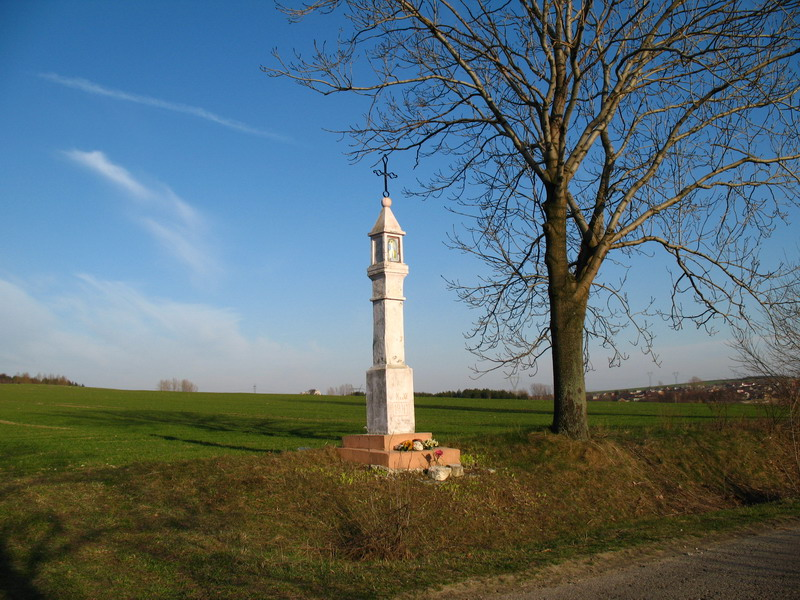
La capilla en el camino a Kromolow (1941)

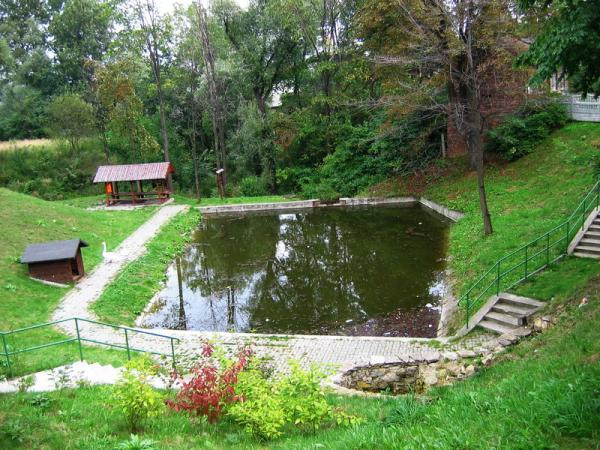
Fuente "Negra Przemsza" en Bzow

Bzów es una localidad que forma parte de Zawiercie, un antiguo pueblo de Polonia situada en la provincia de Silesia, en el distrito de Zawiercie.

## Historia
El pueblo de Bzów ya existía en el siglo XIV. Y era propiedad de la nobleza. Bzowski de Bzow llevaba el escudo de armas "Pilawa". En 1349 los herederos de Bzów fueron los alguaciles Miczko y Marcin - llamados Feudales. Más tarde, el pueblo perteneció a los Boner, Firlejs, y Warszycki. De Bzow viene el escudo de la familia Janotów Bzowski del escudo Ostroja, que cambió más tarde por error en el escudo de armas de Nowina. En 1977 el pueblo fue conectado a Zawiercie.

## Mansión de Bzów
Uno de los monumentos es una mansión construida a finales del siglo XVIII y XIX. En el ático la mansión se conservó una placa de madera con inscripción de la fecha de 1738. Después de la reconstrucción no se pareció a su forma original. También se conservan los restos de Czworak.